# Coletta di Corbie
Coletta di Corbie, al secolo Nicolette Boilet (Corbie, 13 gennaio 1381 – Gand, 6 marzo 1447), fu una clarissa francese, autrice della riforma che portò alla nascita dell'Ordine delle Clarisse Colettine. Nel 1807 è stata proclamata santa da papa Pio VII.

## Biografia
Apparteneva ad un'umile famiglia di Corbie (il padre era carpentiere presso la locale abbazia benedettina). I genitori le diedero il nome di Nicolette per un voto a san Nicola di Bari.
Fu beghina, poi monaca benedettina, quindi Clarissa urbanista: disgustata dal rilassamento della disciplina, dal raffreddamento dell'ideale monastico e dall'abbandono della rigida povertà imposta dalla Regola di Santa Chiara, dopo un periodo di clausura (1402-1406), ottenne da Benedetto XIII (papa Avignonese) l'autorizzazione a riformare i monasteri dell'ordine e a fondarne di nuovi, il tutto allo scopo di riportare la regola alla primitiva austerità.
Dopo aver tentato di applicare la sua riforma al convento di Baume-les-Messieurs, decise di fondare un nuovo monastero a Besançon (1410). Morì nel 1447 presso il monastero di Gand, uno dei diciassette che aveva fondato.

## Il culto
Venne proclamata beata il 23 gennaio 1740 da papa Clemente XII e canonizzata da papa Pio VII il 24 maggio 1807.
Memoria liturgica il 6 marzo.